# Heinrich Bach
Heinrich Bach (Wechmar, 16 settembre 1615 – Arnstadt, 10 luglio 1692) è stato un musicista tedesco.

## Biografia
Ultimo figlio di Hans Bach, Heinrich fu musicista municipale a Schweinfurt dal 1629 e ad Erfurt dal 1635. Nel 1641 fu musicista municipale e organista della Liebfrauenkirche di Arnstadt. Fu il capostipite del cosiddetto "ramo di Arnstadt" della famiglia Bach.
Il sermone funebre di Heinrich Bach parla di lui come un esperto compositore di corali, mottetti, concerti, preludi e fughe. Di Hainrich Bach rimangono una cantata a cinque voci del 1691, Ich danke dir, Gott, il lamento Ach, dass ich Wassers genug hätte per voce, archi e continuo e tre corali per organo.
Ebbe tre figli, anch'essi musicisti:
- Johann Christoph Bach
- Johann Michael Bach
- Johann Günther Bach